# Heaven and Hell (sång)
Heaven and Hell är en svensk låt från 1993, skriven av Benny Andersson och Björn Ulvaeus. Låten framfördes av Josefin Nilsson.

## Listplaceringar
| Lista (1993) | Topplacering |
| ------------ | ------------ |
| Norge        | 9            |
| Sverige      | 34           |

### Fotnoter
1. ↑  ”Heaven and Hell”. Hitparad. 26 februari 1993. http://norwegiancharts.com/showitem.asp?interpret=Josefin+Nilsson&titel=Heaven+And+Hell&cat=s. Läst 17 augusti 2012.
2. ↑  ”Heaven and Hell”. Swedishcharts. 26 februari 1993. https://swedishcharts.com/showitem.asp?interpret=Josefin+Nilsson&titel=Heaven+And+Hell&cat=s. Läst 17 augusti 2012.